# 新加坡高速公路

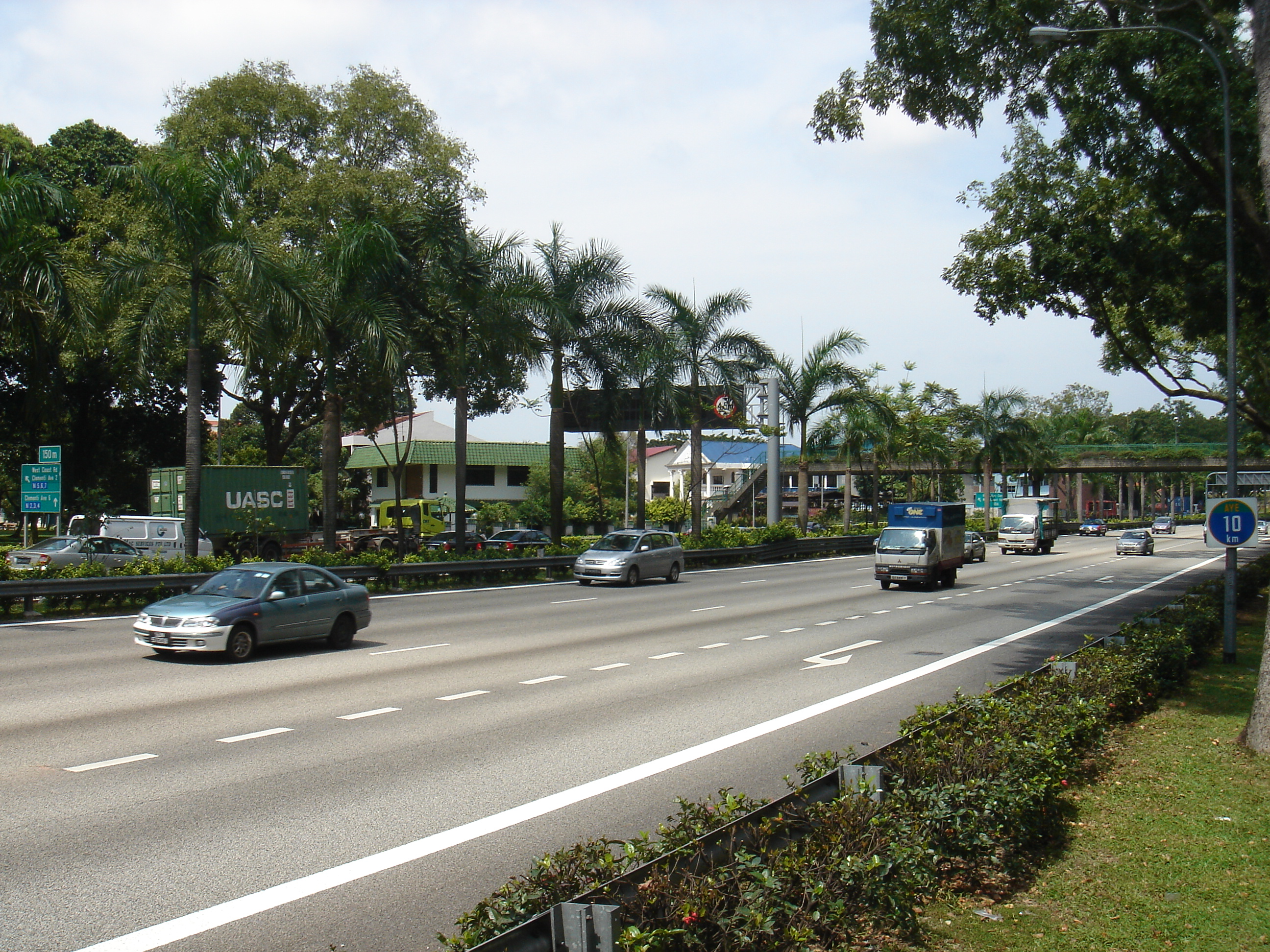
亚逸拉惹高速公路（AYE）金文泰段

新加坡高速公路是覆盖整个新加坡本岛的受管制高速公路网络。该系统的建造于1962年泛岛高速公路始建之时获得批准。
截至2014年，新加坡共有10条高速公路，总里程长达163公里（101英里）。

## 历史
| 日期           | 事件                                                                        | 备注                                                                          |
| -------------- | --------------------------------------------------------------------------- | ----------------------------------------------------------------------------- |
| 1962年4月15日  | 泛岛高速公路（PIE）的建设开始。                                             | 新加坡全面内部自治期间的建设（英属殖民地自治时期）                            |
| 1966年5月8日   | 泛岛高速公路（PIE）第一阶段完成。PIE第二阶段的建设开始。                    | 惠德里路： 快乐山立交桥 - 汤申立交桥 - 惹兰大巴窑 - 惹兰哥南亚逸 - 巴耶利峇道 |
| 1970年12月14日 | 新加坡首条立交桥大巴窑立交桥向开车人士开放。                                | 长度：1.2公里                                                                 |
| 1971年1月23日  | 东海岸公园大道（ECP）的建设始于新加坡东海岸的填海造陆工程。                 |                                                                               |
| 1974年12月12日 | 东海岸公园大道（ECP）第一阶段完成                                           | 炮台路 – 马林百列 原名“勿洛高速公路”                                          |
| 1975年7月15日  | 三巴旺高速公路宏茂桥3道至宏茂桥1道的规划开始。                              |                                                                               |
| 1976年2月22日  | 东海岸公园大道（ECP）第二阶段完成                                           | 马林百列 – 勿洛南路 原称勿洛高速公路                                          |
| 1976年9月30日  | 泛岛高速公路（PIE）开通完成。                                               | 亚当路 – 惹兰安娜武吉                                                         |
| 1977年1月1日   | 三巴旺高速公路的规划延伸至杨厝港路。                                        |                                                                               |
| 1980年1月19日  | 泛岛高速公路（PIE）开通完成。                                               | 惠特利路 – 亚当路                                                             |
| 1980年1月22日  | 东海岸公园大道（ECP）第三阶段完成                                           | 勿洛南路 – 樟宜机场 由“勿洛高速公路”正式更名为东海岸公园大道                  |
| 1980年3月15日  | 泛岛高速公路（PIE）第三阶段完成                                             | 惹兰友诺士 – 樟宜机场                                                         |
| 1980年4月25日  | 泛岛高速公路（PIE）开通完成。                                               | 丰加通道 – 惹兰文礼                                                           |
| 1980年10月25日 | 泛岛高速公路（PIE）开通完成。                                               | 惹兰友诺士 – 勿洛北路                                                         |
| 1981年1月10日  | 泛岛高速公路（PIE）开通完成。                                               | 勿洛北路 – 东海岸公园大道                                                     |
| 1981年1月29日  | 泛岛高速公路（PIE）开通完成。                                               | 丰加通道 – 惹兰安娜武吉                                                       |
| 1981年4月18日  | 东海岸公园大道（ECP）上的薛尔思桥开通； 东海岸公园大道（ECP）第四阶段完成。 | ECP里程：20公里 ECP第四阶段：炮台路 - 吉宝路                                  |
| 1981年7月11日  | 三巴旺高速公路（现中央高速公路，CTE）的建设开始。                           |                                                                               |
| 1981年12月20日 | 泛岛高速公路（PIE）第四阶段完成                                             | 惹兰安娜武吉 – 裕廊路                                                         |
| 1983年3月5日   | 亚逸拉惹高速公路（AYE）的建设开始。                                         |                                                                               |
| 1983年3月31日  | 中央高速公路（CTE）第一阶段开放。                                           | 宏茂桥1道 - PIE                                                               |
| 1983年9月23日  | 武吉知马高速公路（BKE）的建设开始。                                         |                                                                               |
| 1985年5月18日  | 中央高速公路（CTE）第一阶段开放。                                           | PIE - 汤申路                                                                  |
| 1986年1月22日  | 武吉知马高速公路（BKE）开放。                                               | 里程：10公里                                                                  |
| 1986年7月1日   | 中央高速公路（CTE）第二阶段； 甘榜爪哇遂道和振瑞隧道的建设开始。            | 加文纳路关闭以为中央高速公路的建设让路                                        |
| 1987年9月30日  | 淡滨尼高速公路（TPE）第一阶段启用。                                         | PIE - 伊莱雅路                                                                |
| 1987年12月24日 | 淡滨尼高速公路（TPE）第二阶段的建设开始。                                   | 伊莱雅路 - 罗弄哈鲁士                                                         |
| 1988年11月5日  | 亚逸拉惹高速公路启用                                                        | 吉宝高架桥 - 裕廊镇大会堂路                                                   |
| 1989年4月15日  | 淡滨尼高速公路（TPE）第一阶段启用。                                         | 伦多道 - 汤申路上段                                                           |
| 1989年6月2日   | 淡滨尼高速公路（TPE）第一阶段启用。                                         | 伊莱雅路 - 旧淡滨尼路                                                         |
| 1989年6月17日  | 中央高速公路（CTE）第一阶段开放。                                           | 杨厝港路 – 宏茂桥1道 主持启用：前议员王章明                                   |
| 1990年3月24日  | 实里达高速公路（SLE）第一阶段启用。                                         | 杨厝港路 – 伦多道                                                             |
| 1993年12月5日  | 泛岛高速公路（PIE）启用。                                                   | 裕廊路 - 裕廊路上段                                                           |
| 1994年2月20日  | 克兰芝高速公路（KJE）启用。                                                 | 里程：8公里                                                                   |
| 1996年9月3日   | 淡滨尼高速公路（TPE）第二阶段启用。                                         | 旧淡滨尼路 - SLE                                                              |
| 1998年2月22日  | 实里达高速公路（SLE）第二阶段启用。                                         | 里程：10.8公里 兀兰2道 - 汤申路上段 主持开幕：通讯及新闻部政务部长陈晓朋博士  |
| 1998年9月      | 在所有高速公路上实施电子道路收费（ERP）系统。                               |                                                                               |
| 2001年         | 加冷 - 巴耶利巴高速公路的建设开始。                                         |                                                                               |
| 2004年         | 除隧道外，所有高速公路上的SOS电话均已拆除。                                 |                                                                               |
| 2007年6月23日  | 淡滨尼辅路的通车（目前属于加冷 - 巴耶利巴高速公路（KPE）的一部分）。        |                                                                               |
| 2007年10月26日 | 东南亚最长的地下公路隧道加冷 - 巴耶利巴高速公路（KPE）启用。                | ECP - PIE                                                                     |
| 2008年3月      | 滨海高速公路（MCE）的建设开始。                                             |                                                                               |
| 2008年9月20日  | 加冷 - 巴耶利巴高速公路（KPE）正式启用。                                    | 由第3任国家总理李显龙主持 PIE - TPE                                           |
| 2013年12月29日 | 新加坡第一条海底高速公路滨海高速公路（MCE）开放。                           | 里程：5公里 东海岸公园大道（ECP）缩短至薛尔思道。                             |

## 特征
就像世界上的其他高速公路網絡一樣，新加坡的高速公路上沒有交通信號燈。在與另一條道路的交匯處，高速公路通過匝道與之相連，讓交通可以改變路線而不必停下或減速。由於新加坡土地稀缺，需要節約空間，因此整個島上沒有巨大的立交橋交匯處。该系统通過在陸地道路上設置交通信號燈以及使用堆疊式交匯處等交通效率和土地空間得到最大化。高速公路與道路或高速公路之間最常見的交匯處形式是單點城市、菱形和喇叭式交匯處。新的高速公路，如加冷-巴耶利峇高速公路和未來的南北交通廊道，通過建造高架橋和隧道，使用匝道進入和離開以進一步節約空間並最小化對道路系統的干擾。
道路表面使用沥青铺设，不同于普通道路可能采用的混凝土路面。車道之間用白色虛線分隔，而不連續的白線用於標記中央隔離帶和路肩的邊緣。路肩專為故障和緊急情況停車而保留，根據法律規定，駕駛員不得在其上行駛。車道編號從右到左，第一車道是最靠近中央隔離帶的車道。還使用碰撞防護欄、貓眼和隆起凸紋來確保道路安全。
高速公路在出入口處分別設置有標誌，標示道路的起點和終點。高速公路也被分配了由三個字母組成的路線代碼，形成它們各自的縮寫，使得新加坡的高速公路網絡成為唯一一個具有路線編碼系統的公路系統。在所有快速公路上都使用快速公路監控和諮詢系統——攝像機用於實時監控快速公路的狀況，LED顯示屏顯示信息消息，例如警告任何交通流量正常的干擾，以及預計旅行時間。最長的高速公路泛島高速公路只有41公里長，因此沒有休息區。
新加坡的高速公路是唯一具有自己路線編碼的新加坡公路網絡。它們被分配了由三個字母組成的代碼，以它們各自的縮寫為名，其中最後一個字母始終為E；例如，泛岛高速公路（英語：Pan Island Expressway）的代碼是PIE。唯一的例外是东海岸公园大道（英語：East Coast Parkway，ECP），其最后一个字母不是E。

## 安全
新加坡高速公路的默认限速和国家规定限速为90km/h（56 mph），但在某些地区会采用较低的限速，例如80km/h（50 mph）或70km/h（43 mph） ，尤其是在市区、隧道、交通繁忙的地区和侧风中。新加坡警方在高速公路沿线的许多地方也部署了速度陷阱，此类装置一般于上午7点至凌晨12点之间进行部署。
禁止某些类型的交通工具，例如自行车上路；禁止正在学车的司机与行人使用

## 高速公路列表
| 排名 | 高速公路                | 简写 | 启用 | 里程   | 出口                                            | 备注 |
| ---- | ----------------------- | ---- | ---- | ------ | ----------------------------------------------- | --- |
| 1    | 泛岛高速公路            | PIE  | 1966 | 42.8km | 樟宜机场，ECP 大士，AYE                         | 新加坡最长、历史最悠久的高速公路。AH2从樟宜机场直达大士路。                                                                     |
| 2    | 亚逸拉惹高速公路        | AYE  | 1988 | 26.5km | MCE 大士关卡，新马第二通道                      | 直接MCE；亚洲公路网AH143的一部分。                                                                                              |
| 3    | 南北交通廊道            | NSC  | 2026 | 21.5km | 海军部西路 ECP，共和国道和尼浩大道              | 重新设计后于2018年开始建设，预计2026年竣工。 南北交通走廊将成为新加坡首个综合交通走廊，该走廊将拥有连续的巴士专用道和自行车道。 |
| 4    | 东海岸公园大道          | ECP  | 1974 | 20km   | 樟宜机场，PIE 薛尔思道                          | |
| 5    | 中央高速公路            | CTE  | 1989 | 15.8km | SLE，TPE AYE                                    | 这条高速公路拥有两条隧道：甘榜爪哇隧道和振瑞隧道 直接SLE。                                                                      |
| 6    | 淡滨尼高速公路          | TPE  | 1989 | 14km   | SLE，CTE PIE 樟宜东路上段                       | |
| 7    | 加冷 - 巴耶利峇高速公路 | KPE  | 2008 | 12km   | MCE，ECP TPE                                    | 有新加坡最长的公路隧道。直接MCE。 亚洲公路网AH143的一部分。                                                                     |
| 8    | 实里达高速公路          | SLE  | 1990 | 10.8km | BKE，马公会道 CTE                               | 直接CTE |
| 9    | 武吉知马高速公路        | BKE  | 1986 | 10km   | PIE 兀兰关卡，新柔长堤。亚洲公路网AH2的一部分。 | |
| 10   | 克兰芝高速公路          | KJE  | 1994 | 8km    | BKE PIE                                         | |
| 11   | 濱海高速公路            | MCE  | 2013 | 5km    | AYE 炮台路，ECP，KPE                            | 新加坡第一条海底高速公路。直接KPE和AYE。 亚洲公路网AH143的一部分。                                                              |